# Antocha MC
Anton Aleksandarowicz Kuzniecow (ur. 14 marca 1990, Moskwa, ZSRR), znany również jako Antocha MC (Антоха МС) – rosyjski trębacz i wykonawca hip-hopu.

## Biografia
Anton Kuzniecow urodził się w Moskwie. Z muzyką jest związany od ósmego roku życia, grał na trąbce. Wychował się w muzycznej rodzinie wśród sześciu braci i sióstr. Jeden z braci grał na puzonie, a starsza siostra na wiolonczeli. Ukończył liceum biomedyczne, studiował w szkole muzycznej w klasie "Trąbka".
W 2011 roku ukazał się pierwszy album Antona „Z całego serca”. Wszystkie piosenki są nagrywane przez Antona, jest on także autorem tekstów, które sam recytuje i gra na trąbce. Album został nagrany i opublikowany niezależnie, dystrybuowany przez samego Antona wśród przyjaciół i znajomych. Całkowity obieg – 500 płyt CD. Nazwa albumu trafnie charakteryzuje twórczość muzyka: płyta wyszła szczera i życzliwa, a teksty poświęcone są przyjemnym chwilom życia, w przeciwieństwie do większości rosyjskich raperów.
W 2014 roku rozpoczął współpracę z Eduardem Shumeiko, byłym producentem grupy „5'nizza” i Nino Katamadze; nadal współpracują do dziś. Pierwszy solowy koncert Antona odbył się w Chinatown Club, również w 2014 roku, do którego zaproszono krewnych i bliskich przyjaciół.
W 2015 roku ukazała się nowa piosenka Antochi – „Wszystko przeminie”, a w 2016 roku – album „Krewni”. Według strony Daily Poster album został włączony do czterdziestu kluczowych nagrań roku 2016, a sam Anton został uznany za jednego z trzynastu najważniejszych młodych artystów, „muzyków – bohaterów generacji”. Oprócz utworów solowych brał udział w nagraniu wspólnych utworów z Iwanem Dornem i „Pasosh”. 22 września 2017 r. ukazał się nowy album – „Porady dla nowożeńców”.
W jednym z wywiadów spotkał Goszę Rubczyński, gdzie Gosza działał jako fotograf. Po spotkaniu projektant zasugerował, aby Antocha MC przemawiał na afterparty wiosenno-letniego sezonu 2018 w Petersburgu. Luty 2019 – w połączeniu z „LAUD” nagrał wideo na ścieżce „Niebo” w Kapadocji pod kierunkiem reżyserki Aliny Gontar.